# Wilhelm Brockpähler
Wilhelm Hermann Brockpähler (* 11. Februar 1894 in Dorsten; † 21. Januar 1980 in Münster) war ein deutscher Lehrer, Autor und Heimatforscher.

## Leben
Wilhelm Brockpähler besuchte die Präparandie und das Lehrerseminar in Wolstein/Posen und unterrichtet zunächst in Bleichfelde bei Bromberg. Anschließend wechselte er nach Hörde, bis er während des Ersten Weltkrieges zum Wehrdienst einberufen wurde. Nach seiner Entlassung aus der Kriegsgefangenschaft nahm er seine Lehrtätigkeit in Hörde wieder auf und wechselte schließlich nach Hettstedt im Harz.
1936 musste er aus gesundheitlichen Gründen den Schuldienst aufgeben. Brockpähler zog nach Münster und trat in die Geschäftsführung des Westfälischen Heimatbund ein. Später übernahm er dessen Vorsitz.
Wilhelm Brockpähler war verheiratet. Tochter Renate Brockpähler war Leiterin des Westfälischen Volksliedarchivs in Münster; sein Sohn Wolfgang Brockpähler war Schriftsteller.

## Werke
- Ein Heimatbuch für die Stadt und ihre Umgebung. Hörde 1928.
- Gemeinde Wettringen (Hrsg.): Beiträge zur Heimatgeschichte von Wettringen. Band 1: Zur 1100-Jahrfeier. Wettringen Juli 1938.
- Kinnerland. Plattdütske Riemsels för School un Familge. Aschendorff, 1949.
- Moor und Heide des westfälischen Münsterlandes. Dt. Heimat-Verlag, 1955.
- Plattdeutsche Rätsel aus Westfalen. Gieseking, 1955.
- Entdeckungsfahrten im westfälischen Land. Gieseking, 1958.
- Steinkreuze in Westfalen. Aschendorff 1963.
- Wettringen – Geschichte einer münsterländischen Gemeinde. Wettringen 1970.

Als Herausgeber trat Wilhelm Brockpähler für die folgenden Werke in Erscheinung:
- Westfälischer Heimatkalender. (1944–1966).
- Liederblätter des Westfälischen Heimatbundes (ca. 50 Ausgaben)
- Kleine westfälische Reihe (ca. 80 Ausgaben)

## Auszeichnungen
- 1966: Agnes-Miegel-Plakette